# Дикая смеющаяся горлица
Дикая смеющаяся горлица (лат. Streptopelia roseogrisea) — птица семейства голубиных, населяющая зону Сахель в Африке и Аравийский полуостров.

## Описание
Дикая смеющаяся горлица длиной от 28 до 30 см. Оперение верхней части тела одноцветное светло-бежевое. Крылья и основание рулевых перьев тёмного серо-коричневого цвета. На затылке имеется тонкая чёрная полоса, тянущаяся вперёд до середины шеи. Шея и грудь светло-бежевые, брюхо и боковые стороны почти белые. Ноги красные, клюв тёмно-серый. Половой диморфизм не выражен. В целом вид очень похож на кольчатую горлицу, только немного крупнее, в целом немного темнее, крылья немного светлее и брюхо светло-бежевое.
Пение состоит из протяжного первого слога, короткой паузы, и затем спадающего и немного раскатистого слога, примерно как «коо, курроо-оо».

## Распространение
Область распространения вида охватывает всю зону Сахель в Африке к югу от Сахары от Мавритании до Сомали, а также юго-запад Аравийского полуострова. Птица населяет пустыни и полупустыни.